# Emma D'Arcy
Emma Zia D'Arcy (Londra, 27 giugno 1992) è un'attrice britannica.
È nota con il ruolo di Rhaenyra Targaryen nella serie televisiva House of the Dragon, per la quale ha ricevuto due candidature al Golden Globe.

## Biografia
Emma D'Arcy nasce a Londra nel 1992 e studia belle arti alla Ruskin School of Art dell'Università di Oxford. Inizia a recitare durante gli anni universitari in allestimenti teatrali di The Pillowman di Martin McDonagh e Il cerchio di gesso del Caucaso di Bertolt Brecht. Successivamente continua a calcare le scene apparendo in teatri dell'Off-West End come l'Almeida Theatre, l'Arcola Theatre e la Southwark Playhouse.
Nel 2018 esordisce sul piccolo schermo nel cast principale della serie televisiva Wanderlust, a cui sono seguiti ruoli minori in Wild Bill e Hanna. Nel 2020 ha interpretato la co-protagonista Astrid nella serie Truth Seekers e ha fatto il suo debutto cinematografico nel film Il concorso. L'anno successivo ha recitato accanto al due volte Premio Oscar Glenda Jackson in Secret Love, mentre dal 2022 interpreta il ruolo principale della Regina Rhaenyra Targaryen nella serie televisiva House of the Dragon. Per quest'ultimo ruolo ha ricevuto una candidatura al Golden Globe per la miglior attrice in una serie drammatica.

## Vita privata
Emma D'Arcy si identifica come persona non binaria.

## Filmografia

### Cinema
- Il concorso (Misbehaviour), regia di Philippa Lowthorpe (2020)
- Secret Love (Mothering Sunday), regia di Eva Husson (2021)

### Televisione
- Wanderlust – serie TV, 6 episodi (2018)
- Wild Bill – serie TV, episodio 1x02 (2019)
- Hanna – serie TV, episodi 2x02, 2x03 (2020)
- Truth Seekers – serie TV, 8 episodi (2021)
- Baptiste – serie TV, episodio 2x02 (2021)
- Foresight – serie TV, episodio 1x01 (2021)
- House of the Dragon – serie TV (2022 - in corso)

Video musicali
- Too much love - Little Cub (2017)

## Teatro
- Romeo e Giulietta, regia di Tom Bailey. Southwark Playhouse di Londra (2015)
- Clickbait, regia di Holly Race Roughan. Theatre 503 di Londra (2016)
- The Games We Played, regia di Tom Bailey. Theatre 503 di Londra (2016)
- Callisto: A Queer Epic, regia di Tom Bailey. Arcola Theatre di Londra (2016)
- A Girl in a School Uniform, regia di Alistair Pidsley. West Yorkshire Playhouse di Leeds (2016)
- Against, regia di Ian Rickson. Almeida Theatre di Londra (2017)
- Mrs Dalloway, regia di Thomas Bailey. Arcola Theatre di Londra (2018)
- Il crogiuolo, regia di Jay Miller. Yard Theatre di Londra (2019)
- Bluets, regia di Katie Mitchell. Royal Court Theatre di Londra (2024)

## Riconoscimenti
- Golden Globe
  - 2023 - Candidatura per la miglior attrice in una serie drammatica per House of the Dragon
  - 2025 – Candidatura per la miglior attrice in una serie drammatica per House of the Dragon[6]
- Saturn Award
  - 2024 - Candidatura per la miglior attrice in una serie televisiva per House of the Dragon
  - 2025 - Candidatura per la miglior attrice in una serie televisiva per House of the Dragon[7]

## Doppiatrici italiane
Nelle versioni in italiano delle opere in cui ha recitato, il doppiaggio di Emma D'Arcy è stato affidato a: 
- Giulia Franceschetti in Secret Love, House of the Dragon
- Elisa Giorgio in Wanderlust